# Paolo Baratta (peintre)
Pour les articles homonymes, voir Paolo Baratta et Baratta.
Paolo Baratta  (Ghiare di Noceto, 14 août 1874 - Rome, 9 janvier 1940) est un peintre italien qui fut actif à la fin du XIXe et au début du  XXe siècle.

## Biographie
Paolo Baratta a été l'élève du peintre Cecrope Barilli auprès du Regio Istituto d'Arte (it) de Parme. Il compléta sa formation artistique à Rome.
À seulement 15 ans, il avait déjà une prédilection forte pour le dessin. En 1892, il remporta le premier prix du cours spécial de figures de l'Istituto d'Arte et exposa à Gênes Povera Mamma et l'année  suivante il exposa à Parme Visita al convento, Orfani, Approfittando et L'attesa.
En 1896, il postula au pensionnat romain avec le tableau So che tu credi et remporta la bourse d'études qui lui permit de fréquenter La libre Académie du nu de Rome.
Il fréquenta l'atelier de Ludovico Seitz où il côtoya des peintres tels que Luigi Serra, Cesare Maccari et Giulio Aristide Sartorio ainsi que ceux du  mouvement nazaréen auquel participait Seitz. 
Paolo Baratta rentra à Rome en 1899.
En 1911, à la mort de son maître Cecrope Barilli, il remporta le concours de la chaire de dessin qu'il occupa pendant 35 ans. En outre il a été doyen à l'Académie des Beaux-Arts de Parme.  
En 1913 il participa à la décoration du Palazzo delle Poste de Parme.
Il fut aussi conseiller et assesseur communal à Parme. Dans ces postes il s'employa à protéger le patrimoine artistique et monumental menacés par des projets de modernisation.
Ses peintures sont conservées dans les collections privées de ses héritiers, dans la Galleria Nazionale de Parme, la Pinacothèque Stuard et dans des églises (Capucins, Sant'Alessandro) de Parme. Ses fresques se trouvent dans les oratoires des Missions, au conservatoire des Maestre Luigine, dans les églises San Leonardo et San Quintino et au Palazzo delle Poste de Parme (Allégories de la Musique, de l'Agriculture, du Travail et du Commerce) et dans la basilique de Padoue.
En 1954 Parme lui dédia une rue.

## Œuvres
- Povera Mamma (« Pauvre maman »),
- Visita al convento (« Visite au couvent »),
- Orfani (« Orphelins »),
- Approfittando (« En profitant »)
- L'attesa (« L'Attente »).
- So che tu credi (« Je sais que tu crois »),
- Allégories de la Musique, dell'Agriculture, du Travail et du Commerce (fresque), Palazzo delle Poste, Parme.

## Sources
- (it) Cet article est partiellement ou en totalité issu de l’article de Wikipédia en italien intitulé « Paolo Baratta (pittore) » (voir la liste des auteurs).